# 花跃蛛
花跃蛛（学名：Sitticus floricola）为跳蛛科跃蛛属的动物。分布于欧洲、俄罗斯以及中国的新疆等地，主要生活于草丛。该物种的模式产地在欧洲。